# Tour du Limousin 2006
Il Tour du Limousin 2006, trentanovesima edizione della corsa, si svolse dal 15 al 18 agosto 2006 su un percorso di 714 km ripartiti in 4 tappe, con partenza e arrivo a Limoges. Fu vinto dal colombiano Leonardo Fabio Duque della Cofidis davanti al francese Pierrick Fédrigo e al giapponese Yukiya Arashiro.

## Tappe
| Tappa  | Data      | Percorso                            | km    | Vincitore di tappa | Leader cl. generale  |
| ------ | --------- | ----------------------------------- | ----- | ------------------ | -------------------- |
| 1ª     | 15 agosto | Limoges > Aubusson                  | 153,1 | Pierrick Fédrigo   | Pierrick Fédrigo     |
| 2ª     | 16 agosto | Tulle > Saint-Léonard               | 185,3 | Noan Lelarge       | Pierrick Fédrigo     |
| 3ª     | 17 agosto | Bourganeuf > Vassivière en Limousin | 194,3 | Stéphane Augé      | Pierrick Fédrigo     |
| 4ª     | 18 agosto | Guéret > Limoges                    | 181,5 | Sébastien Hinault  | Leonardo Fabio Duque |
| Totale | Totale    | Totale                              | 714   |                    |                      |

## Dettagli delle tappe

### 1ª tappa
- 15 agosto: Limoges > Aubusson – 153,1 km

| Pos. | Corridore            | Squadra  | Tempo    |
| ---- | -------------------- | -------- | -------- |
| 1    | Pierrick Fédrigo     | Bouygues | 3h38'15" |
| 2    | Leonardo Fabio Duque | Cofidis  | s.t.     |
| 3    | Shinichi Fukushima   | Vang     | a 2"     |

| Pos. | Corridore        | Squadra  | Tempo    |
| ---- | ---------------- | -------- | -------- |
| 1    | Pierrick Fédrigo | Bouygues | 3h38'02" |

### 2ª tappa
- 16 agosto: Tulle > Saint-Léonard – 185,3 km

| Pos. | Corridore        | Squadra                 | Tempo    |
| ---- | ---------------- | ----------------------- | -------- |
| 1    | Noan Lelarge     | Groupe Sportif Bretagne | 4h32'53" |
| 2    | Stéphane Goubert | AG2R                    | a 19"    |
| 3    | Jean-Luc Delpech | Groupe Sportif Bretagne | a 37"    |

| Pos. | Corridore        | Squadra  | Tempo    |
| ---- | ---------------- | -------- | -------- |
| 1    | Pierrick Fédrigo | Bouygues | 7h17'35" |

### 3ª tappa
- 17 agosto: Bourganeuf > Vassivière en Limousin – 194,3 km

| Pos. | Corridore         | Squadra  | Tempo    |
| ---- | ----------------- | -------- | -------- |
| 1    | Stéphane Augé     | Cofidis  | 4h57'36" |
| 2    | Dmitrii Kozonchuk | Rabobank | s.t.     |
| 3    | Ludovic Martin    |          | s.t.     |

| Pos. | Corridore        | Squadra  | Tempo     |
| ---- | ---------------- | -------- | --------- |
| 1    | Pierrick Fédrigo | Bouygues | 13h20'05" |

### 4ª tappa
- 18 agosto: Guéret > Limoges – 181,5 km

| Pos. | Corridore         | Squadra                 | Tempo    |
| ---- | ----------------- | ----------------------- | -------- |
| 1    | Sébastien Hinault | Crédit Agricole         | 4h32'19" |
| 2    | Cedric Coutouly   | Agritubel               | s.t.     |
| 3    | Antoine Dalibard  | Groupe Sportif Bretagne | s.t.     |

| Pos. | Corridore            | Squadra  | Tempo     |
| ---- | -------------------- | -------- | --------- |
| 1    | Leonardo Fabio Duque | Cofidis  | 17h53'09" |
| 2    | Pierrick Fédrigo     | Bouygues | a 1"      |
| 3    | Yukiya Arashiro      | Vang     | a 5"      |

## Classifiche finali

### Classifica generale
| Pos. | Corridore            | Squadra                             | Tempo     |
| ---- | -------------------- | ----------------------------------- | --------- |
| 1    | Leonardo Fabio Duque | Cofidis                             | 17h53'09" |
| 2    | Pierrick Fédrigo     | Bouygues Télécom                    | a 1"      |
| 3    | Yukiya Arashiro      | Cycle Racing Team Vang              | a 5"      |
| 4    | Frédéric Guesdon     | FDJ                                 | s.t.      |
| 5    | Cédric Hervé         | Groupe Sportif Bretagne-Jean Floc'h | a 15"     |
| 6    | Shinichi Fukushima   | Cycle Racing Team Vang              | a 16"     |
| 7    | Gilles Canouet       | Agritubel                           | s.t.      |
| 8    | Yann Pivois          | Groupe Sportif Bretagne-Jean Floc'h | a 19"     |
| 9    | Danny Pate           | Team Tiaa-Cref                      | a 20"     |
| 10   | Hubert Dupont        | Ag2r Prévoyance                     | s.t.      |